# Medelim
Medelim ist eine Gemeinde (Freguesia) im portugiesischen Kreis Idanha-a-Nova. In ihr leben 230 Einwohner (Stand 19. April 2021).